# Otto al II-lea de Zutphen
Otto al II-lea (supranumit cel Bogat) a fost un nobil olandez, devenit conte de Zutphen la începutul secolului al XII-lea.
Otto era fiul lui Gottschalk, conte de Zutphen și al Adelidei.
Se poate ca bunicul pe linie maternă al său să fi fost Otto de Hammerstein, care este posibil să fi fost primul conte de Zutphen. Pe de altă parte, este posibil ca și Adelida să fi fost o fiică a lui Ludolf de Zutphen și a Matildei de Hammerstein (fiică a lui Otto de Hammerstein).
Otto a fost căsătorit cu Iudith de Arnstein, cu care a avut patru copii:
- Henric al II-lea de Zutphen (d. înainte de 1134), căsătorit cu  Matilda de Beichlingen, fiică a contelui Kuno de Beichlingen cu Cunigunda de Weimar.[3]
- Dirk (d. înainte de 1134), devenit episcop de Münster.
- Gerard (d. înainte de 1134).
- Ermengarda, căsătorită mai întâi cu contele Gerard al II-lea de Geldern, iar apoi cu Conrad, fiul contelui Wilhelm I de Luxemburg cu Luitgarda de Beichlingen.